# Kasserine
Kasserine  (în arabă القصرين ) este un oraș  în  Tunisia. Este reședinta  guvernoratului Kasserine.